# Seirocastnia bifasciata
Seirocastnia bifasciata là một loài bướm đêm trong họ Noctuidae.